# مومیایی: مقبره امپراتور اژدها (فیلم)
مومیایی: مقبره امپراتور اژدها (به انگلیسی: Tomb of the Dragon Emperor) فیلمی به کارگردانی راب کوهن محصول سال ۲۰۰۸ آمریکا است که از بازیگران اصلی آن می‌توان به برندن فریزر، جت لی، ماریا بلو، جان هانا، لوک فورد، میشل یئو، لیام کانینگهام، ایزابلا لئونگ، آنتونی وانگ و راسل وونگ اشاره کرد.